# Kifjärden
Kifjärden är en sjö i Norrtälje kommun i Uppland och ingår i Norrtäljeån-Åkerströms kustområde. Sjön har en area på 0,152 kvadratkilometer och ligger 0 meter över havet.

## Delavrinningsområde
Kifjärden ingår i det delavrinningsområde (662638-168006) som SMHI kallar för Rinner mot Ålandsfjärden sek namn. Medelhöjden är 9 meter över havet och ytan är 13,68 kvadratkilometer. Det finns inga avrinningsområden uppströms utan avrinningsområdet är högsta punkten. Avrinningsområdets utflöde mynnar i havet, utan att ha någon enskild mynningsplats. Avrinningsområdet består mestadels av skog (61 procent) och jordbruk (21 procent). Avrinningsområdet har 0,19 kvadratkilometer vattenytor vilket ger det en sjöprocent på 1,4 procent. Bebyggelsen i området täcker en yta av 0,84 kvadratkilometer eller 6 procent av avrinningsområdet.